# Stjernen Hockey
Stjernen Hockey – norweski klub hokejowy z siedzibą w Fredrikstad.

## Historia klubu
Od 2015 do 2017 trenerem zespołu był Jarmo Tolvanen.

## Sukcesy
- Złoty medal mistrzostw Norwegii (2 razy): 1981, 1986